# Phunk Shui
| Críticas profissionais | Críticas profissionais |
| Avaliações da crítica  | Avaliações da crítica  |
| Fonte                  | Avaliação              |
| ---------------------- | ---------------------- |
| allmusic               | link                   |

Phunk Shui é o álbum de estúdio solo do músico norte-americano de pop rock/rock de John Oates, lançado em 20 de agosto de 2002, pela gravadora PS. 

## Alinhamento de faixas
Todas as faixas escritas e compostas por John Oates, exceto quando indicado . 
| N.º            | Título                                                                 | Compositor(es)               | Duração |  |
| 1.             | "Color of Love"                                                        | Jed Leiber                   | 3:58    |  |
| 2.             | "It Girl"                                                              | Leiber                       | 4:09    |  |
| 3.             | "All Good People"                                                      | Steve Postell                | 3:22    |  |
| 4.             | "Love in a Dangerous Time"                                             | Arthur Baker, Tommy Faragher | 4:06    |  |
| 5.             | "Unspoken"                                                             | Keith Follese                | 3:30    |  |
| 6.             | "Soul Slide"                                                           | Postell                      | 3:34    |  |
| 7.             | "Go Deep"                                                              | Leiber, T-Bone Wolk          | 5:33    |  |
| 8.             | "Little Angel"                                                         |                              | 5:03    |  |
| 9.             | "Beauty"                                                               | Jamie Rosenberg              | 3:14    |  |
| 10.            | "Phunk Shui"                                                           | Leiber, J. Pullin            | 4:33    |  |
| 11.            | "Electric Ladyland"                                                    | Jimi Hendrix                 | 3:59    |  |
| 12.            | "Mona Lisa's Eyes" (Disponível no segundo e subseqüentes lançamentos)  | Leiber                       | 3:52    |  |
| 13.            | "Time Will Tell" (Disponível no terceiro e subseqüentes lançamentos)   | Leiber                       | 4:14    |  |
| 14.            | "People Get Ready" (Disponível no terceiro e subseqüentes lançamentos) | Curtis Mayfield              | 3:47    |  |
| Duração total: | Duração total:                                                         | Duração total:               | 33:12   |  |